# Artillerieoffensive
Die Artillerieoffensive war ein taktisches Konzept für den Einsatz von Artillerie in der Roten Armee bzw. Sowjetarmee.
Das Konzept bestand darin, nicht nur eine Artillerievorbereitung bei einem Angriff durchzuführen, sondern den angreifenden Truppen permanent Artillerieunterstützung zu bieten. Es wurde drei Phasen unterschieden:
- Artillerievorbereitung
- Artillerieunterstützung des Angriffs
- Artillerieunterstützung in der Tiefe der feindlichen Verteidigung

Eingeführt wurde das Konzept am 10. Januar 1942 durch einen Befehl Josef Stalins. Erstmals wurde sie in vollem Umfang in der Operation Uranus, der Gegenoffensive bei Stalingrad, angewandt. Der Beginn am 19. November wird deshalb heute noch als Tag der Raketentruppen und der Artillerie gefeiert.
Dabei kam es zum massierten Einsatz von Geschützen im direkten Richten. Zur Massierung des Feuers wurden Artilleriegruppen geschaffen, bei der die gesamte Artillerie auf Armee-, Korps-, Divisions- und Regimentsebene einer zentralen Führung unterstellt wurde.
Sowjetische Autoren priesen sie als Revolution der Kriegskunst, die die Überlegenheit der sowjetischen Lehre erwies. In einer Studie deutscher Generäle über ihre Erfahrungen im Krieg gegen die Sowjetunion wurde behauptet, dass es der sowjetischen Artillerie nur in seltenen Fällen gelang, der Infanterie zu folgen, dies habe häufig das Momentum aus sowjetischen Angriffen genommen.
Nach General Pawel I. Batow musste dabei eine Art Ressortgeist der Artilleristen überwunden werden, die häufig der Meinung waren, nach der Artillerievorbereitung wäre ihre Arbeit getan. Um den Kontakt zu erhöhen, wurden die Artilleriebeobachtungsstellen in die Infanteriestellungen verlegt. Nach Batow begründeten die Kämpfe an der Wolga die Waffenbrüderschaft zwischen Infanterie, Artillerie und Panzertruppen.
Analog dazu gab es bei den Luftstreitkräften die Luftoffensive.